# Čamar
Čamar (také Chamar) je hora vysoká 7 165 m n. m. v pohoří Himálaj v Nepálu.

## Charakteristika
Čamar leží ve středním Nepálu jižně od tibetské hranice mezi údolím Shyar Khola na východě a údolím Tom Khola-Trisuli Gandaki na západě. Je asi 90 km severozápadně od Káthmándú a  37,5 km na východ od osmtisícového vrcholu Manáslu. Vedle hlavního vrcholu má ještě vedlejší jižní vrchol vysoký 7 161 m s prominencí 261 m.

## Prvovýstup
Na hlavní vrchol provedla prvovýstup v roce 1953 expedice z Nového Zélandu.
Na jižní vrchol nebyl proveden výstup.